# Pont de la Pierre
Le pont de la Pierre est un pont situé à Bellac, en France.

## Description
Le pont de la Pierre est un pont routier en dos-d'âne, possédant trois arches.

## Localisation
Le pont est situé dans le département français de la Haute-Vienne, sur la commune de Bellac. Il relie les deux rives du Vincou.

## Historique
Le pont de la Pierre date des XIIIe et XIVe siècles.
Le pont est inscrit au titre des monuments historiques le 23 mai 1969.